# Rewaz Arweladze
Rewaz Arweladze (gruz. რევაზ არველაძე, ur. 15 września 1969 w Tbilisi) – gruziński piłkarz występujący na pozycji pomocnika. Trener piłkarski. Brat innych piłkarzy, Arczila Arweladze i Szoty Arweladze, ojciec Wato Arweladze.

## Kariera klubowa
Arweladze karierę rozpoczynał w sezonie 1988 w zespole Metalurgi Rustawi, grającym w trzeciej lidze Związku Radzieckiego. W 1989 roku został graczem pierwszoligowego Dinamo Tbilisi, jednak w sezonie 1989 nie rozegrał tam żadnego spotkania. Kolejny sezon spędził w Martwe Tbilisi, występującym w nowo powstałej trzeciej lidze gruzińskiej. W 1991 roku wrócił do pierwszoligowego Dinama, noszącego nazwę Iberia Tbilisi. W sezonie 1991 wywalczył z nim mistrzostwo Gruzji. W następnym sezonie klub nosił nazwę Iberia-Dinamo i Arweladze zdobył z nim mistrzostwo Gruzji oraz Puchar Gruzji. W sezonie 1992/1993 zespół wrócił do nazwy Dinamo i ponownie wywalczył dublet, czyli mistrzostwo i puchar kraju.
Na początku 1994 roku Arweladze przeszedł do niemieckiego 1. FC Köln. W Bundeslidze zadebiutował 16 lutego 1994 w zremisowanym 1:1 meczu z FC Schalke 04. 13 marca 1994 w wygranym 3:1 pojedynku z VfB Stuttgart strzelił swojego jedynego gola w Bundeslidze. W barwach 1. FC Köln rozegrał 7 spotkań. Po sezonie 1993/1994 wrócił do Dinama Tbilisi. W trakcie kolejnego sezonu przeniósł się jednak do niemieckiego trzecioligowca, Tennis Borussii Berlin, gdzie spędził pół roku.
Następnie Arweladze występował w innym trzecioligowcu, FC Homburg, a w 1996 roku przeszedł do belgijskiego KV Mechelen. W sezonie 1996/1997 zajął z nim 17. miejsce w pierwszej lidze belgijskiej i spadł do drugiej ligi. Wówczas jednak odszedł z klubu i wrócił do Homburga. Spędził tam sezon 1997/1998. W sezonie 1999/2000 grał w drugoligowym Rot-Weiß Oberhausen, a na początku 2000 roku odszedł do Dinama Tbilisi, gdzie w tym samym roku zakończył karierę.

## Kariera reprezentacyjna
W reprezentacji Gruzji Arweladze zadebiutował 2 września 1992 w przegranym 0:1 towarzyskim meczu z Litwą. 11 czerwca 1994 w przegranym 1:5 towarzyskim pojedynku z Nigerią strzelił swojego jedynego gola w kadrze. W latach 1992–2000 w drużynie narodowej rozegrał 11 spotkań.